# Val Troncea
Val Troncea este o arie protejată (arie specială de conservare — SAC, sit de importanță comunitară — SCI, arie de protecție specială avifaunistică — SPA) din Italia întinsă pe o suprafață de 10.130 ha, integral pe uscat.

## Localizare
Centrul sitului Val Troncea este situat la coordonatele 44°58′33″N 6°58′44″E / 44.975833°N 6.978889°E.

## Înființare
Situl Val Troncea a fost declarat sit de importanță comunitară în septembrie 1995 pentru a proteja 62 de specii de animale. Alte tipuri de protecție:
- arie de protecție specială avifaunistică (în octombrie 2006)[2]
- arie specială de conservare (în mai 2017)[1][3][4]

## Biodiversitate
Situată în ecoregiunea alpină, aria protejată conține 15 habitate naturale: Pajiști alpine și subalpine calcaroase, Păduri alpine de Larix decidua și/sau Pinus cembra, Pajiști alpine și boreale, Mlaștini alcaline, Formațiuni pioniere alpine de Caricion bicoloris-atrofuscae, Pante stâncoase calcaroase cu vegetație casmofită, Grohotișuri calcaroase și de șisturi calcaroase de la nivelul montan până la nivelul alpin (Thlaspietea rotundifolii), Râuri de munte și vegetația lor lemnoasă cu Salix elaeagnos, Tufărișuri subarctice cu Salix spp., Păduri de fag Asperulo-Fagetum, Izvoare petrifiante cu formare de travertin (Cratoneurion), Păduri de fag Luzulo-Fagetum, Păduri montane și subalpine de Pinus uncinata (* dezvoltate pe substrat gipsos sau calcaros), Liziere de ierburi înalte hidrofile de câmpie și de nivel montan până la alpin, Râuri de munte și vegetația erbacee de pe malurile acestora.
La baza desemnării sitului se află mai multe specii protejate:
- păsări (59): inărița (Acanthis flammea), uliu porumbar (Accipiter gentilis), uliu păsărar (Accipiter nisus), pițigoi codat (Aegithalos caudatus), minunița (Aegolius funereus), ciocârlie-de-câmp (Alauda arvensis), potârnichea de stâncă (Alectoris graeca saxatilis), fâsă de pădure (Anthus trivialis), acvilă de munte (Aquila chrysaetos), buha (Bubo bubo), sticlete (Carduelis carduelis), cojoaica de pădure (Certhia familiaris), florinte (Chloris chloris), mierla de apă (Cinclus cinclus), prepeliță (Coturnix coturnix), cuc (Cuculus canorus), ciocănitoare neagră (Dryocopus martius), presură de munte (Emberiza cia), presură galbenă (Emberiza citrinella), presură de grădină (Emberiza hortulana), măcăleandru (Erithacus rubecula), cinteză (Fringilla coelebs), gaiță (Garrulus glandarius), ciuvică (Glaucidium passerinum), zăgan (Gypaetus barbatus), capîntortură (Jynx torquilla), Lagopus muta helvetica, sfrâncioc roșiatic (Lanius collurio), câneparul (Linaria cannabina), pițigoi moțat (Lophophanes cristatus), forfecuță gălbuie (Loxia curvirostra), Lyrurus tetrix tetrix, mierlă de piatră (Monticola saxatilis), cinghiță alpină (Montifringilla nivalis), codobatură de munte (Motacilla cinerea), alunar (Nucifraga caryocatactes), pietrar sur (Oenanthe oenanthe), pițigoi de brădet (Periparus ater), codroș de munte (Phoenicurus ochruros), pitulice de munte (Phylloscopus bonelli), pitulice de munte (Phylloscopus collybita), ciocănitoarea verde (Picus viridis), pițigoi de munte (Poecile montanus), Prunella collaris, brumăriță de pădure (Prunella modularis), Pyrrhocorax pyrrhocorax, mugurarul (Pyrrhula pyrrhula), aușel cu cap galben (Regulus regulus), mărăcinar (Saxicola rubetra), cănăraș (Serinus serinus), silvie de zăvoi (Sylvia borin), silvie-mică (Sylvia curruca), fluturașul de stâncă (Tichodroma muraria), pănțărușul (Troglodytes troglodytes), mierlă (Turdus merula), sturz-cântător (Turdus philomelos), sturz (Turdus pilaris), mierlă gulerată (Turdus torquatus), sturzul de vâsc (Turdus viscivorus)
- mamifere (1): lupul (Canis lupus)
- nevertebrate (2): fluturele auriu (Euphydryas aurinia), Euplagia quadripunctaria

Pe lângă speciile protejate, pe teritoriul sitului au mai fost identificate 26 de specii de plante, 2 specii de păsări, 3 specii de amfibieni, 19 specii de mamifere, 29 de specii de nevertebrate, 6 specii de reptile.